# Nycterosea costovata
Nycterosea costovata là một loài bướm đêm trong họ Geometridae.